# 向い風
「向い風」 (むかいかぜ／MUKAIKAZE) は、1996年7月21日に発売された、 ソウル・フラワー・ユニオンのシングル。

## 解説
「向い風」は、彼らの前身バンド「ニューエスト・モデル」「メスカリン・ドライヴ」を彷彿させるロックン・ロール・ナンバーで、シングルのカップリング曲にニューエスト・モデル時代の人気曲「外交不能症」のライヴ録音が選ばれている。
シングル・ヴァージョンの「向い風」は、のちのアルバム『エレクトロ・アジール・バップ』収録ヴァージョンとはミックスが違い、佐久間正英が共同プロデュースにあたっている。エンディングのフェイド・アウト時に聞こえるギター・ソロは山口洋によるものである。
現在、これらの「短冊型CDシングル」は全て廃盤になっているが、2009年に発売された『満月の夕〜90's シングルズ』で今も聴くことができる。

## 収録曲
1. 向い風 MUKAIKAZE (HEAD WIND)
2. 外交不能症 ＜96 SUTAKORA VERSION＞

## 備考
- M-1 中川敬＆佐久間正英、共同プロデュース
- M-2 ニューエスト・モデルの楽曲。ライヴ録音